# Фидхелл

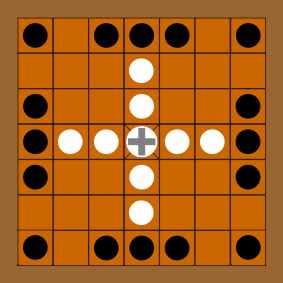
Доска для игры в фидхелл

Фи́дхелл (ирл. fidhcheall, fidceall, fitchneal, [ˈfɪðʲçɛlː], др.‑ирл. fithchill, «знание дерева») — название распространённой в Ирландии игры, напоминающей шахматы. Согласно легендам, фидхелл был одной из игр, придуманных Лугом. Устройство доски и расположение фигур на ней, насколько можно судить, являлось отсылкой на административное устройство древней Ирландии — в центре, символе Тары, располагался верховный король, по сторонам от него — четыре других короля, по краям — противники, с которыми шло сражение.
Герой Кухулин, среди прочего, славился умением играть в эту игру.